# Roberto Challe
Roberto Carlos Challe Olarte ou Roberto Chale (Lima, 24 de novembro de 1946 – 10 de setembro de 2024) foi um futebolista e treinador peruano.

## Carreira
Chale jogou no Universitario, com o qual conquistou três campeonatos nacionais.
Competiu na Copa do Mundo FIFA de 1970, sediada no México, na qual a seleção de seu país terminou na sétima colocação dentre os dezesseis participantes.
Como treinador, comandou o Universitario que foi campeão peruano duas vezes.

## Morte
Chale morreu em 10 de setembro de 2024, aos 77 anos.

## Títulos

### Jogador
Universitario
- Campeonato Peruano: 1966, 1967 e 1969

Defensor Lima
- Campeonato Peruano: 1973

### Treinador
Universitario
- Campeonato Peruano: 1999, 2000